# Candelaria (lichen)
Pour les articles homonymes, voir Candelaria.
Genre
Candelaria est un genre de champignons lichénisés de la famille des Candelariaceae.

## Liste d'espèces
Selon Catalogue of Life (15 octobre 2013) :
- Candelaria concolor
- Candelaria crawfordii
- Candelaria fibrosa
- Candelaria pacifica

Selon Index Fungorum (15 octobre 2013) :
- Candelaria antarctica (Js. Murray) Poelt 1974
- Candelaria callopizodes (Nyl.) Vain.
- Candelaria concolor (Dicks.) Arnold 1879
- Candelaria coudercii Harm. 1910
- Candelaria crawfordii (Müll. Arg.) P.M. Jørg. & D.J. Galloway 1992
- Candelaria dispersa (Räsänen) Hakul.
- Candelaria fibrosa (Fr.) Müll. Arg. 1887
- Candelaria fibrosoides M. Westb. & Frödén 2007
- Candelaria fruticans Poelt & Oberw. 1974
- Candelaria indica (Hue) Vain. 1913
- Candelaria kenyensis C.W. Dodge 1971
- Candelaria laciniosa (Nyl.) Kieff. 1895
- Candelaria murrayi Poelt 1974
- Candelaria pacifica M. Westb. & Arup 2011
- Candelaria quintanilhae Tav. 1964
- Candelaria sphaerobola Poelt & Reddi 1969
- Candelaria subsimilis (Th. Fr.) Müll. Arg. 1890
- Candelaria substellata (Ach.) Räsänen 1939
- Candelaria vulgaris A. Massal. 1852
- Candelaria xanthostigma Müll. Arg. 1892

Selon NCBI (15 octobre 2013) :
- Candelaria concolor
- Candelaria crawfordii
- Candelaria fibrosa
- Candelaria fibrosoides
- Candelaria fruticans
- Candelaria pacifica